# Flowers & Feathers
Albums de Red Mourning
Unchained (EP)
(2019) Acoustic
(2024)
Flowers & Feathers est le cinquième album du groupe de metal français Red Mourning sorti en 2022. Il s'agit du premier LP avec Alexandre Bourret à la guitare.

## Liste des titres
| No  | Titre              | Durée |
| --- | ------------------ | ----- |
| 1.  | The Coming Wind    | 05:19 |
| 2.  | Flowers & Feathers | 05:14 |
| 3.  | 225                | 04:58 |
| 4.  | Blue Times         | 02:33 |
| 5.  | Six-Pointed Star   | 04:53 |
| 6.  | Aeon's Crest       | 05:16 |
| 7.  | Alien Language     | 02:52 |
| 8.  | Forget I'm Alone   | 04:35 |
| 9.  | Black Gold         | 07:04 |
| 10. | Auburn             | 03:30 |

## Personnel
- Sébastien Meyzie : basse, chant
- Aurélien Renoncourt : batterie, chant, percussions, guitare acoustique, banjo
- J.C. Hoog : chant, harmonica
- Alexandre Bourret : guitare, lap steel